# Iron Fist (album)
Iron Fist is het vijfde studioalbum van de Britse rockband Motörhead. Het werd op 17 april 1982 vrijgegeven via Bronze Records. De hoogst behaalde positie in de UK Albums Chart was plaats 6. Iron Fist werd het laatste album van de band waarop “Fast” Eddie Clarke te horen is. Dit album werd tevens geproduceerd door hem samen met Will Reid.
Na het grote succes van het vorige album van de band, Ace of Spades, en de uitgave van het enorm populaire livealbum No Sleep 'til Hammersmith, was er van fans en label grote druk om met een “Ace of Spades II” te komen. Mede door de anders klinkende productie werd het album over het algemeen niet zo goed ontvangen door fans en critici. 

## Muziek
| Nr. | Titel           | Duur |
| --- | --------------- | ---- |
| 1.  | Iron Fist       | 2:53 |
| 2.  | Heart of Stone  | 3:02 |
| 3.  | I’m the Doctor  | 2:39 |
| 4.  | Go to Hell      | 3:07 |
| 5.  | Loser           | 3:51 |
| 6.  | Sex and Outrage | 2:08 |

| Nr. | Titel                        | Duur |
| --- | ---------------------------- | ---- |
| 1.  | America                      | 3:36 |
| 2.  | Shut It Down                 | 2:38 |
| 3.  | Speedfreak                   | 3:20 |
| 4.  | (Don’t Let ‘em) Grin Ya Down | 3:06 |
| 5.  | (Don’t Need) Religion        | 2:40 |
| 6.  | Bang to Rights               | 2:39 |

| Nr. | Titel                              | Uitgave als                                     | Duur |
| --- | ---------------------------------- | ----------------------------------------------- | ---- |
| 1.  | Remember Me, I’m Gone              | B-kant van Iron Fist (single)                   | 2:18 |
| 2.  | (Don't Let 'Em) Grind Ya Down      | Alternatieve versie                             | 3:19 |
| 3.  | Lemmy Goes to the Pub              | Alternatieve versie van “Heart of Stone”        | 3:02 |
| 4.  | Same Old Song, I'm Gone            | Alternatieve versie van “Remember Me, I'm Gone” | 2:20 |
| 5.  | Young and Crazy                    | Instrumentale versie van “Sex and Outrage”      | 3:07 |
| 6.  | Remember Me, I'm Gone              | Single-versie                                   | 2:19 |
| 7.  | Overkill                           | Live-versie (Toronto 1982)                      | 2:52 |
| 8.  | Heart of Stone                     | Live-versie (Toronto 1982)                      | 3:06 |
| 9.  | Shoot You in the Back              | Live-versie (Toronto 1982)                      | 3:07 |
| 10. | The Hammer                         | Live-versie (Toronto 1982)                      | 3:19 |
| 11. | Jailbait                           | Live-versie (Toronto 1982)                      | 3:56 |
| 12. | America                            | Live-versie (Toronto 1982)                      | 3:23 |
| 13. | (Don't Need) Religion              | Live-versie (Toronto 1982)                      | 3:20 |
| 14. | Capricorn                          | Live-versie (Toronto 1982)                      | 4:23 |
| 15. | (Don't Let 'Em) Grind Ya Down      | Live-versie (Toronto 1982)                      | 3:24 |
| 16. | (We Are) the Roadcrew              | Live-versie (Toronto 1982)                      | 3:08 |
| 17. | No Class                           | Live-versie (Toronto 1982)                      | 2:32 |
| 18. | Bite the Bullet                    | Live-versie (Toronto 1982)                      | 1:30 |
| 19. | The Chase Is Better Than the Catch | Live-versie (Toronto 1982)                      | 5:13 |
| 20. | Bomber                             | Live-versie (Toronto 1982)                      | 4:53 |

## Personeel

### Motörhead
- Lemmy Kilmister - zang, basgitaar
- "Fast" Eddie Clarke – gitaar
- Phil "Philthy Animal" Taylor – drumstel

### Productie
- Will "Evil Red Neck" Reid – producer
- "Fast" Eddie Clarke – producer
- Charles Harrowell – technicus
- Chaz Harrowell – mixen
- Martin Poole – hoesontwerp
- Alan Ballard – fotografie
- Motörhead - uitvoerende producent

## Album- en hitlijst
| Chart           | Hoogste positie |
| --------------- | --------------- |
| UK Albums Chart | 6               |

| Chart            | Hoogste positie |
| ---------------- | --------------- |
| UK Singles Chart | 29              |